# Jessica Rodén
Jessica Anna-Karin Rodén, född 3 december 1976 i Skene kyrkobokföringsdistrikt i Älvsborgs län, är en svensk politiker (socialdemokrat). Hon är ordinarie riksdagsledamot sedan 2022, invald för Västra Götalands läns södra valkrets. Hon var 2021–2022 kommunstyrelsens ordförande i Marks kommun.
I riksdagen är Rodén suppleant i civilutskottet, socialförsäkringsutskottet och OSSE-delegationen.